# Dipartimento di San Cosme
San Cosme è un dipartimento argentino, situato nella parte settentrionale della provincia di Corrientes, con capoluogo San Cosme.
Esso confina con i dipartimenti di Capital, San Luis del Palmar, Itatí, e con la repubblica del Paraguay.
Secondo il censimento del 2001, su un territorio di 595 km², la popolazione ammontava a 13.189 abitanti, con un aumento demografico del 37,41% rispetto al censimento del 1991.
Il dipartimento comprende 3 comuni: San Cosme, Paso de la Patria e Santa Ana de los Guácaras.